# Betfia
Betfia – wieś w Rumunii, w okręgu Bihor, w gminie Sânmartin. W 2011 roku liczyła 451 mieszkańców.